# Piotr Wielikij (1872)
Piotr Wielikij (ros.: Пётр Великий) – rosyjski pancernik wieżowy, pierwszy pełnomorski okręt tej klasy w Marynarce Wojennej Imperium Rosyjskiego. Do służby wszedł w 1877. Po modyfikacjach służył podczas I wojny światowej. W Związku Radzieckim był nadal używany, jako jednostka pomocnicza, w okresie międzywojennym i podczas II wojny światowej. Ze składu jednostek floty został skreślony w 1959.

## Historia
"Piotr Wielikij" został zaprojektowany przez wiceadmirała Andrieja Popowa, jako pierwszy we flocie rosyjskiej okręt pancerny z głównym uzbrojeniem artyleryjskim umieszczonym w wieżach. Pierwotnie przewidziano dla niego nazwę "Kriejsier" (ros.: Крейсер), zmienioną formalnie 30 maja 1872 roku, w dwusetną rocznicę urodzin Piotra I. Stępkę pod jednostkę położono 20 maja 1869 roku w stoczni na Galernym Ostrowie w Petersburgu, cztery dni później został wpisany na listę okrętów Floty Bałtyckiej, zaś oficjalna uroczystość rozpoczęcia budowy odbyła się 11 lutego 1870 roku. Pancernik zwodowano 15 sierpnia 1872 roku, budowę zakończono w 1877 roku.
Koncepcja konstrukcji pozostawała pod wpływem budowanego w tym samym czasie brytyjskiego HMS "Devastation". Kadłub o długości 98,1 m i szerokości 19,1 m miał niską burtę, główne uzbrojenie było umieszczone w dwóch wieżach artyleryjskich na pokładzie dziobowym i rufowym. W latach 1880−1881 "Piotr Wielikij" był remontowany w szkockim Glasgow, między innymi zmieniono mu dotychczasowe maszyny parowe na nowsze, o większej mocy. Od 1903 roku był oficjalnie przeklasyfikowany na okręt szkolny artylerzystów, ale przebudowa do tej roli trwała do 1908 roku.
"Piotr Wielikij" służył jako okręt szkolny do 1917 roku, po czym został tendrem okrętów podwodnych. 25 października 1917 roku wszedł w skład Czerwonej Floty Bałtyckiej. W lutym 1918 roku odbył rejs przez Rewel (Tallin) do Helsinek, po czym w kwietniu powrócił do portu w Kronsztadzie. Od 1921 roku służył jako hulk dla kronsztadzkiej bazy. 23 września 1924 roku został wyrzucony na brzeg podczas sztormu. na głęboką wodę ściągnięto go dopiero 5 października 1927 roku. Jako hulk sił minowych Floty Bałtyckiej służył podczas wojny zimowej i II wojny światowej.
Były "Piotr Wielikij" został formalnie skreślony z listy okrętów Floty Bałtyckiej i przekazany do stoczni złomowej 18 kwietnia 1959 roku.